# 아토미움

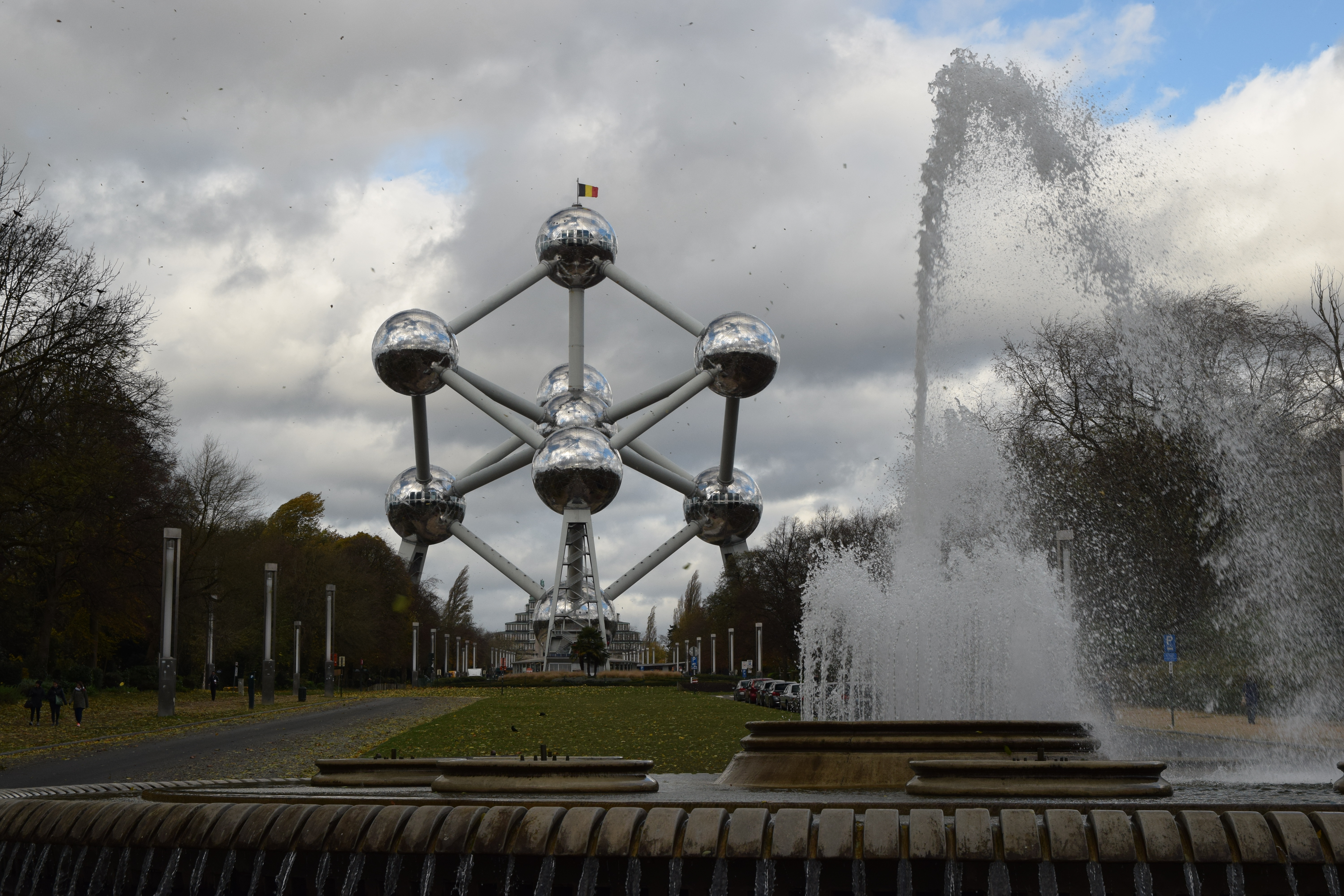
아토미움

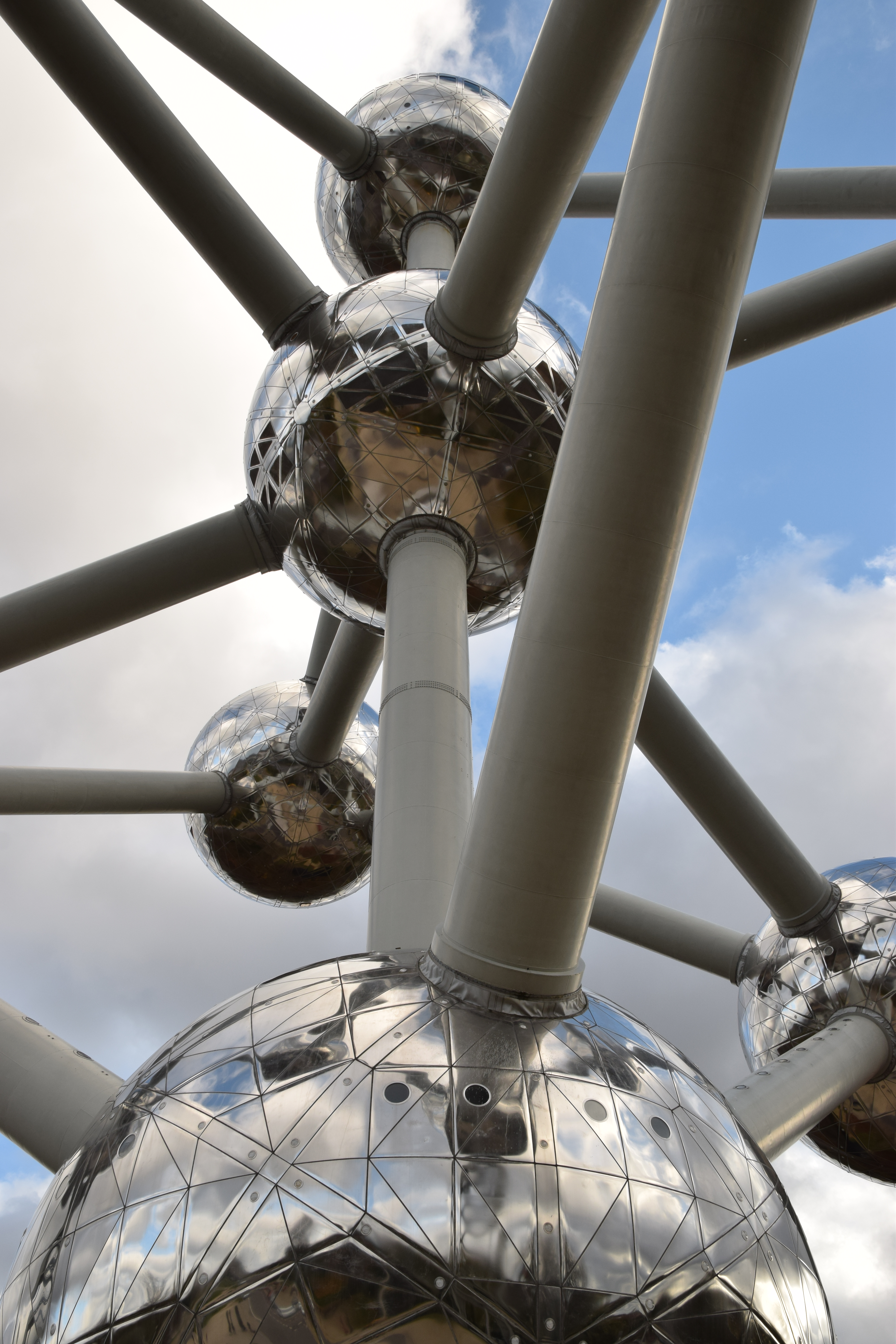
아토미움

아토미움(Atomium)은 벨기에 브뤼셀에 위치한 기념물로 높이는 102m이다. 벨기에 브뤼셀에서 열린 1958년 세계 박람회를 기념하여 지어졌으며 건축 기술자 앙드레 바테르케인(André Waterkeyn), 건축가 앙드레 폴라크(André Polak), 장 폴라크(Jean Polak)가 디자인했다.
건축물은 철의 원자 구조를 1,650억배 정도로 확대한 형상을 본떠서 제작했다. 지름이 18m에 달하는 9개의 구가 정육면체를 구성하는 12개의 모서리를 통해 서로 연결되어 있는 형상을 띠고 있으며 정육면체의 꼭짓점에 있는 8개의 구가 스테인리스강 튜브를 통해 정육면체 가운데에 있는 구를 연결하고 있다.
건축물은 계단, 에스컬레이터, 엘리베이터를 통해 접근할 수 있으며 9개의 구 가운데 5개가 일반에 개방되어 있다. 맨 위에 있는 구 안에는 브뤼셀 시내를 한눈에 볼 수 있는 음식점이 설치되어 있다.

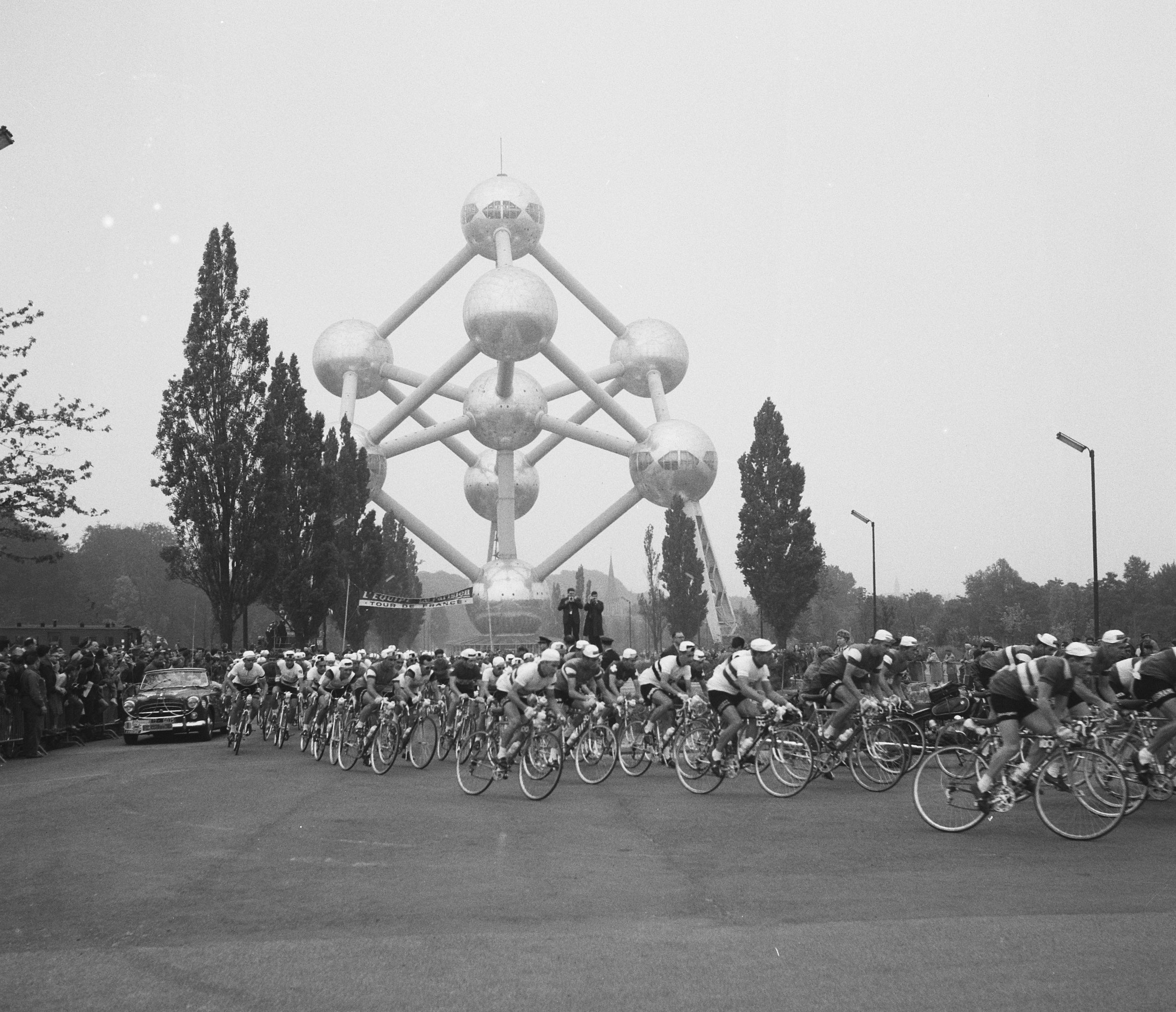
1960년 투르 드 프랑스 경기 당시의 아토미움